# برج بیتام، منچستر
برج بیتام (انگلیسی: Beetham Tower) یک برج در شهر منچستر، انگلستان است.

این برج که در سال ۲۰۰۴ شروع به ساخت شده و در سال ۲۰۰۶ ساخت‌وساز آن به پایان رسیده است دارای ۴۷ طبقه و ۱۵۷ متر ارتفاع می‌باشد.

برج بیتام (که به برج هیلتون نیز معروف است) یک آسمان خراش 47 طبقه  در منچستر، انگلستان است. این پروژه در سال 2006 تکمیل شد و به نام توسعه دهندگان آن، سازمان بیتام  نامگذاری شد . این آسمان خراش تکه ای  از زمین را در بالای Deansgate اشغال می‌کند.

فایننشال تایمز این آسمان خراش را  به عنوان "اولین آسمان خراش مناسب بریتانیا در خارج از لندن "توصیف کرد.در سال های 2006 تا 2008 این برج ، بلند ترین ساختمان واقع در منچستر و خارج از آن بوده . 

این سازه یکی از نازک‌ترین آسمان‌خراش‌های جهان است  اما در نمای شمالی-جنوبی عریض‌تر است. کنسول 4 متری در این سازه وجود دارد که کاربران را بین هتل و منطقه ی مسکونی نقل و انتقال میدهد و نمایی در ضلع جنوبی این ساختمان وجود دارد که شکل باریک آن را برجسته میکند.
این اسمان خراش از ده شهرستان لندن قابل مشاهده است .(در یک روز صاف )

واکنش معماری به  این آسمان خراش متفاوت است .برخی ظاهر این ساختمان را زیر سوال برده اند . برخی دیگر احساس میکنند ظاهر دراماتیک آن  بازتابی از منچستر است و این برج سمبلی از اختراع شهر منچستر است. به ویژه بعد از بمباران 1996 .
ولی با همه ی این اوصاف ، این سازه مورد تمجید بسیاری قرار گرفته و در سال 2007 ، این ساختمان توسط شورا ساختمان های بلند و زیستگاه های شهری ، بلندترین ساختمان جهان ثبت شد .

## نگارخانه

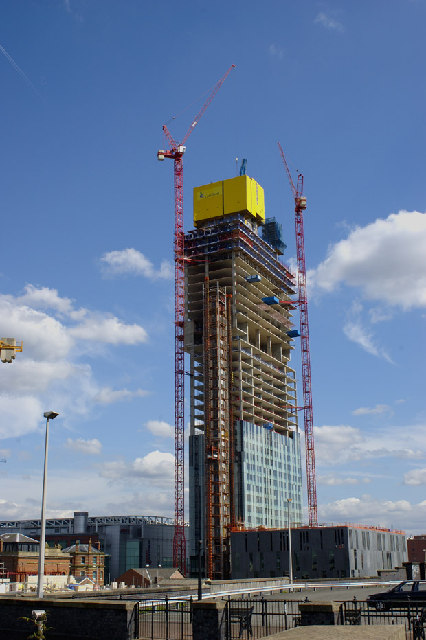
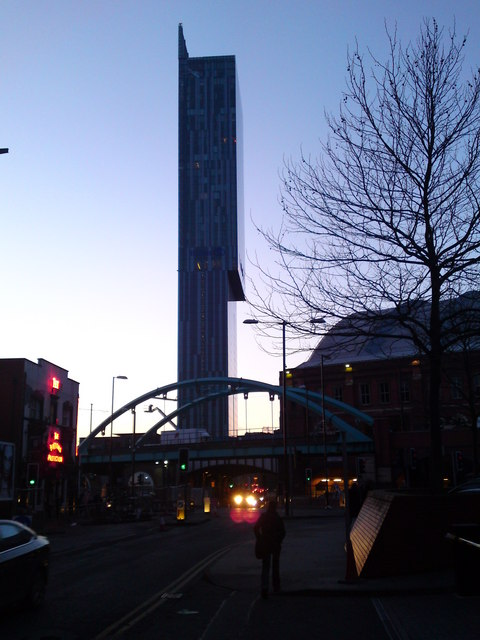
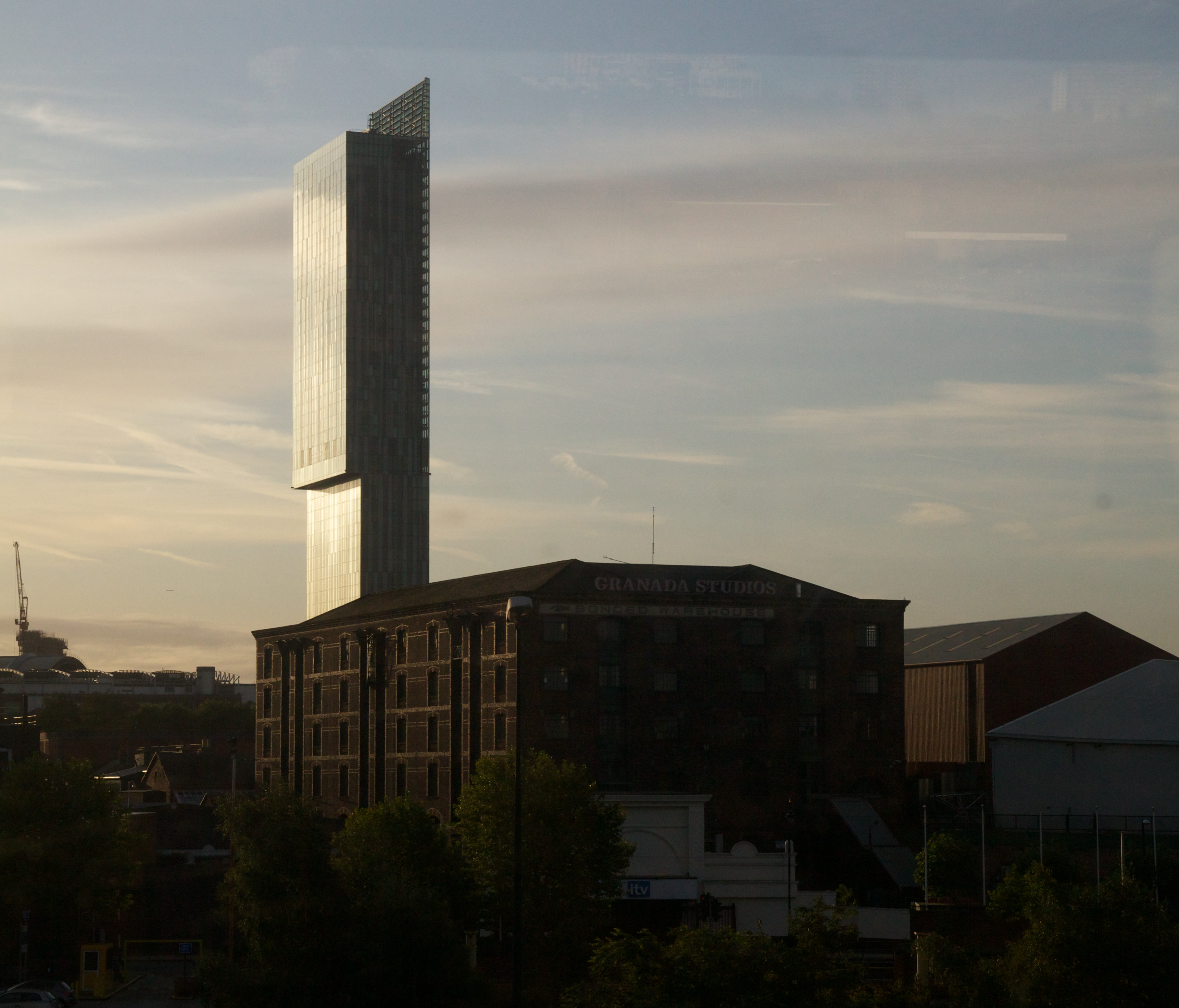
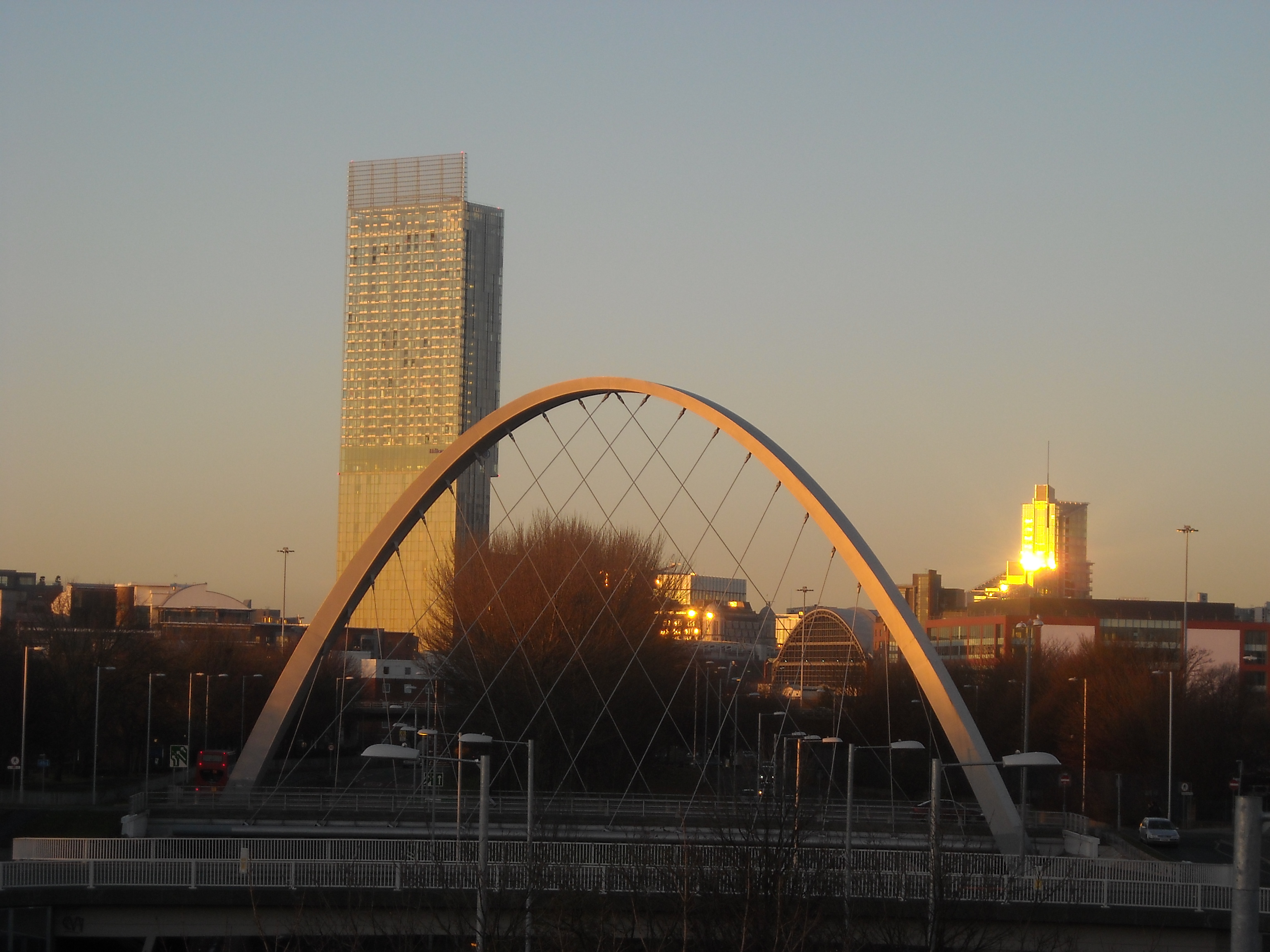